# (3475) Fichte
(3475) Fichte est un astéroïde de la ceinture principale.

## Description
(3475) Fichte est un astéroïde de la ceinture principale. Il fut découvert le 4 octobre 1972 à Bergedorf par Luboš Kohoutek. Il fut nommé en honneur de l'écrivain allemand Hubert Fichte. Il présente une orbite caractérisée par un demi-grand axe de 3,17 UA, une excentricité de 0,13 et une inclinaison de 15,0° par rapport à l'écliptique.

## Compléments